# Cynometra vogelii
Cynometra vogelii är en ärtväxtart som beskrevs av Joseph Dalton Hooker. Cynometra vogelii ingår i släktet Cynometra, och familjen ärtväxter. Inga underarter finns listade i Catalogue of Life.